# Hilaritas

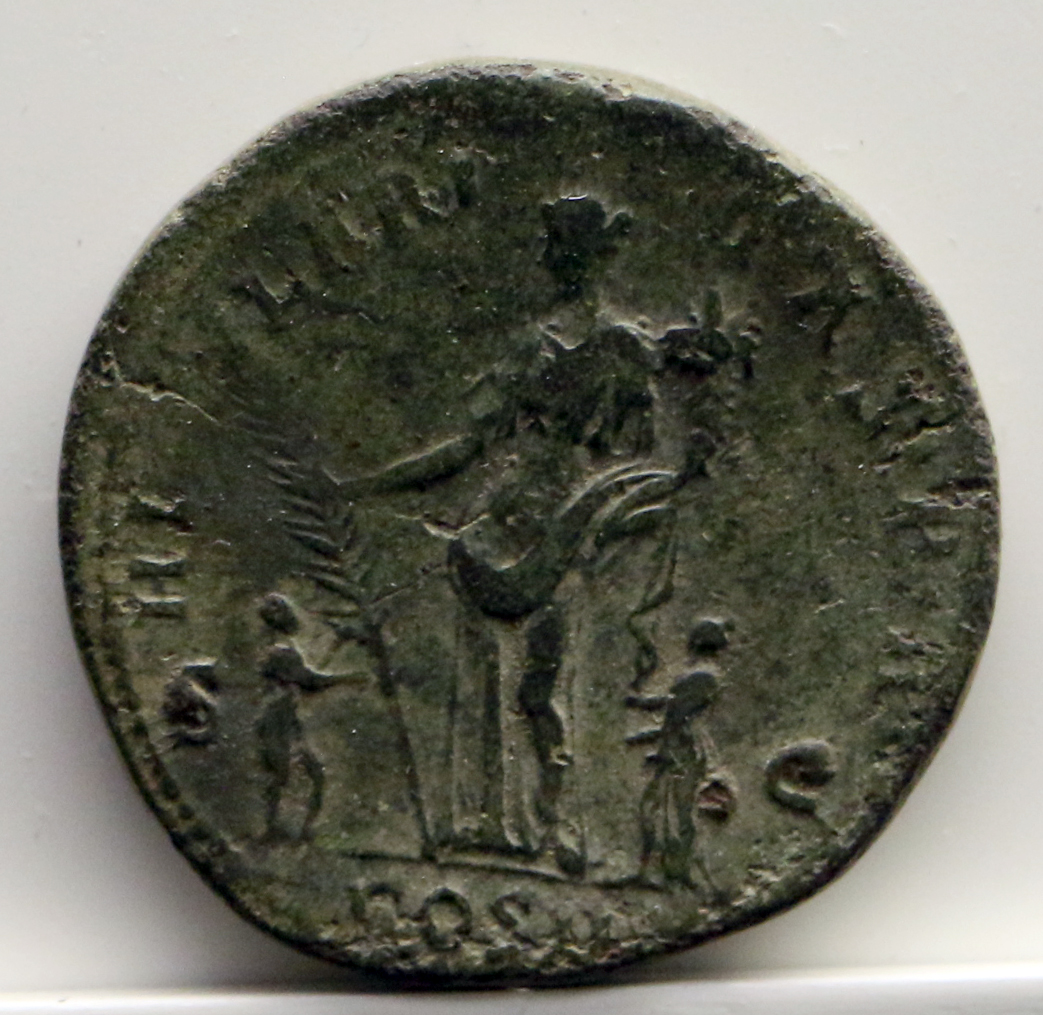
Sestercio de Adriano con la representación de Hilaritas portando una palma y una cornucopia, rodeada de dos niños.

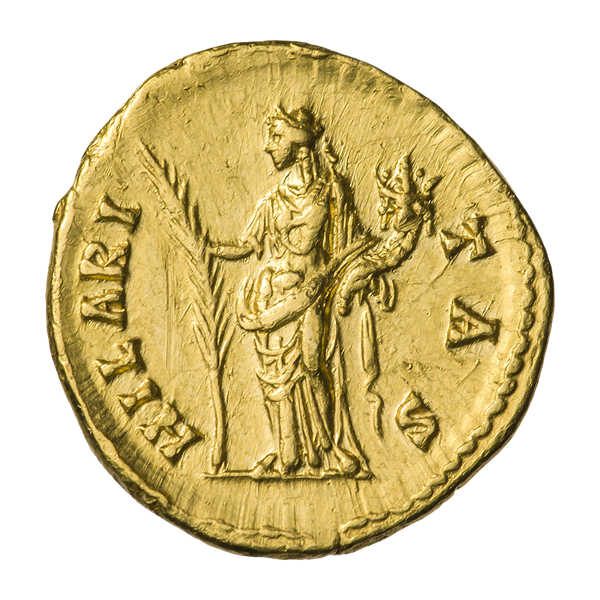
Áureo de Marco Aurelio. Reverso: Hilaritas con palma y cornucopia.

Hilaritas es una diosa y personificación romana de la alegría, el júbilo y el regocijo, una expresión de tiempos felices.
Se acuñó ocasionalmente en el reverso de las monedas de la época imperial romana a partir de Adriano, junto con las leyendas Hilaritas Augusti o Hilaritas Augg[ustorum] (en Tétrico I), y en emperatrices - Hilaritas Augustae (Faustina la Menor, Lucila, Julia Domna); raramente Hilaritas Temporum (Didia Clara) o Hilaritas Populi Romani.
Se la suele representar como una matrona coronada de laurel, de pie, con una rama de palma, pátera, cetro o cornucopia, a veces, acompañada de uno o dos niños. 
Las ramas verdes eran un signo de alegría y en ocasiones especiales, tanto públicas como privadas. Era costumbre en la antigüedad adornar calles, templos, puertas, casas e incluso ciudades enteras con ramas y hojas de árboles.
En las creencias religiosas de los antiguos romanos, pertenecía a un grupo de personificaciones populares de virtudes y sentimientos humanos como Patientia, Laetitia o Clementia.

## Asteroide
El asteroide (996) Hilaritas debe su nombre a esta personificación.